# Forever More (Tesla)
| Recensione  | Giudizio |
| ----------- | -------- |
| AllMusic    |          |
| Melodic.net |          |

Forever More è il sesto album in studio del gruppo musicale statunitense Tesla, pubblicato il 7 ottobre 2008 dalla Frontiers Records.
L'album è stato prodotto da Terry Thomas, che aveva già collaborato col gruppo ai tempi di Bust a Nut, e registrato presso lo studio personale del bassista Brian Wheat, denominato J Street Recorders.
La copertina del disco ritrae i cosiddetti Amanti di Valdaro, due scheletri del neolitico ritrovati dagli archeologici in prossimità di Mantova, in Italia, nel 2007.

## Tracce
Testi e musiche di Jeff Keith, Frank Hannon, Brian Wheat, Dave Rude, Troy Luccketta e Terry Thomas.
1. Forever More – 5:02
2. I Wanna Live – 3:35
3. One Day at a Time – 3:11
4. So What! – 3:39
5. Just in Case – 4:38
6. Fallin' Apart – 4:22
7. Breakin' Free – 5:02
8. All of Me – 3:27
9. The First Time – 4:10
10. Pvt. Ledbetter – 3:23
11. In a Hole Again – 5:25
12. The Game – 4:50

Tracce bonus nell'edizione europea
1. My Way – 2:56
2. What a Shame (live) – 5:56
3. I Wanna Live (Video)

## Formazione
Gruppo
- Jeff Keith – voce
- Frank Hannon – chitarre, tastiere, cori
- Dave Rude – chitarre, cori
- Brian Wheat – basso, cori
- Troy Luccketta – batteria

Produzione
- Terry Thomas – produzione
- Michael Rosen – ingegneria del suono
- Terry Thomas, Michael Rosen – missaggio
- George Marino – mastering presso lo Sterling Sound di New York
- Ross Halfin – fotografia